# Lathyrus nitens
Lathyrus nitens är en ärtväxtart som beskrevs av Julius Rudolph Theodor Vogel. Lathyrus nitens ingår i släktet vialer, och familjen ärtväxter. Inga underarter finns listade i Catalogue of Life.